# Stachy
Stachy là một làng thuộc huyện Prachatice, vùng Jihočeský, Cộng hòa Séc.